# BTS World
BTS World (estilizado en mayúsculas) es un videojuego móvil desarrollado por el estudio surcoreano Takeone Company Corp y publicado por Netmarble. Los jugadores toman el rol del mánager de BTS y experimentan varias travesías con cada uno de los siete miembros desde 2012, antes de su debut, hasta 2019.

## Personajes
En base a las descripciones en el sitio web oficial del juego, hay siete personajes diferentes en «Otra historia».
| Nombre                   | Ocupación                                     |
| ------------------------ | --------------------------------------------- |
| Kim Namjoon (RM)         | Estudiante de literatura y escritura creativa |
| Kim Seokjin (Jin)        | Gerente de un hotel                           |
| Min Yoongi (Suga)        | Estudiante de piano                           |
| Jung Hoseok (J-Hope)     | Estudiante de medicina veterinaria            |
| Park Jimin (Jimin)       | estudiante de secundaria                      |
| Kim Taehyung (V)         | estudiante de secundaria                      |
| Jeon Jungkook (Jungkook) | estudiante de secundaria                      |

## Desarrollador
Se reportó que BTS World estuvo en desarrollo por dos años. Netmarble afirmó que el sólido fanbase del grupo  «ofrece un buen mercado potencial para crear un nuevo juego». El juego está basado en las personalidades verdaderas de los miembros de la banda.

## Banda sonora
El juego incluye música original del grupo. El 28 de junio de 2019 se lanzó el álbum de banda sonora BTS World: Original Soundtrack a nivel mundial. Este se promocionó con tres sencillos colaborativos: «Dream Glow» de Jin, Jimin y Jungkook con la cantante británica Charli XCX (7 de junio), «A Brand New Day», interpretado por J-Hope y V con la cantante sueca Zara Larsson (14 de junio) y «All Night», de RM y Suga junto al rapero estadounidense Juice Wrld (21 de junio). El 26 de junio, se reveló el sencillo principal de la banda sonora «Heartbeat», tras el lanzamiento del juego.